# Sidney Altman
Sidney Altman, kanadski molekularni biolog, fizik, pedagog, akademik in nobelovec, * 7. maj 1939, Montréal, Québec, Kanada, † 5. april 2022, Rockleigh, New Jersey, ZDA.
Bil je profesor za molekularno, celično in razvojno biologijo ter kemijo na Univerzi Yale.
Leta 1989 je skupaj s Thomasom Cechom prejel Nobelovo nagrado za kemijo za delo na katalitskih lastnostih RNA.
Je član Ameriške akademije umetnosti in znanosti.